# Olejua
Olejua település Spanyolországban, Navarra autonóm közösségben. Olejua Abáigar, Oco, Etayo és Villamayor de Monjardín községekkel határos. Lakosainak száma 47 fő (2024).

## Népesség
A település népessége az elmúlt években az alábbi módon változott:
| Lakosok száma | 55   | 54   | 55   | 53   | 55   | 52   | 53   | 50   | 49   | 47   |
|               | 2001 | 2004 | 2007 | 2009 | 2012 | 2014 | 2017 | 2019 | 2022 | 2024 |